# Cafeara
Cafeara é um município brasileiro do estado do Paraná.

## Geografia
Cafeara situa-se no vale do Paranapanema – norte do Estado do Paraná, distante a 110 km do município de Londrina. Possui uma área é de 185,798 km² representando 0,0932 % do estado, 0,033 % da região e 0,0022 % de todo o território brasileiro. Localiza-se a uma latitude 22°47'34" sul e a uma longitude 51°42'57" oeste. Sua população estimada em 2005 era de 2.540 habitantes.

### Demografia
Dados do Censo - 2000
População total: 2.485
- Urbana: 1.781
- Rural: 704

- Homens: 1.295
- Mulheres: 1.190

Índice de Desenvolvimento Humano (IDH-M): 0,699
- IDH-M Renda: 0,632
- IDH-M Longevidade: 0,686
- IDH-M Educação: 0,778

### Rodovias
- PR-543